# Tworzenie postaci
Tworzenie postaci to proces, w którym gracz kreuje swą postać, by użyć jej w grze fabularnej. Proces ten składa się zazwyczaj z dwóch komponentów: pozamechanicznego, opierającego się na twórczej pracy gracza i polegającego na określaniu (wymyślaniu) ogólnych cech postaci, jej wyglądu zewnętrznego, charakteru, cech zachowania, życiorysu itd., oraz mechanicznego, polegającego na wypełnianiu karty postaci w celu zbudowania podstaw do przeprowadzania testów z udziałem tworzonej postaci.
Element mechaniczny w grach fabularnych jest to na ogół ustalanie zgodnie z mechaniką cech, umiejętności i innych ważnych współczynników  postaci, z którą utożsamiać będzie się dany gracz. Poza tym gracz także tworzy luźny opis wyglądu postaci czy też jej biografii. Przy tworzeniu postaci zazwyczaj asystuje mistrz gry zezwalający czasem na pewne ustępstwa od reguł zawartych w mechanice gry. Dane dotyczące postaci gracz zapisuje na specjalnej karcie. 
Proces ten wygląda w ten sposób, że zależnie od systemu i świata gry gracz wpierw wybiera typ postaci jaką będzie grać, czyli jej rasę, klan itd. Następnie zgodnie ze wskazówkami odnoszącymi się do danego typu postaci ustala jej współczynniki, cechy, umiejętności, czasami też inne wynikające ze specjalnych zasad systemu. W niektórych systemach wymagany też jest wybór profesji, od której zależeć mogą określane współczynniki. W niektórych systemach wielkości współczynników zależą od mechaniki i rzutów kośćmi, w innych gracz otrzymuje pewną pulę punktów, które może wykorzystać rozdzielając je pomiędzy konkretne współczynniki postaci.
Kolejnym krokiem jest najczęściej ustalenie stanu posiadania, czyli przeważnie podręcznego ekwipunku również zgodnie z mechaniką i najczęściej zawartym w podręczniku. Po tych ustaleniach gracz także tworzy w sposób zazwyczaj dowolny imię dla swojej postaci, określa jej wagę, wzrost, wiek, miejsce pochodzenia czy zamieszkania, a także określa jej biografię. 
Wypada wskazać, że element mechaniczny, choć pozornie wydaje się dominować, w rzeczywistości jest drugorzędny, a czasem w ogóle nieobecny - w przypadku, gdy gracz nie tworzy karty postaci.